# Rogoznica, Lenart
Rogoznica este o localitate din comuna Lenart, Slovenia, cu o populație de 120 de locuitori.